# 랄릿푸르 (네팔)

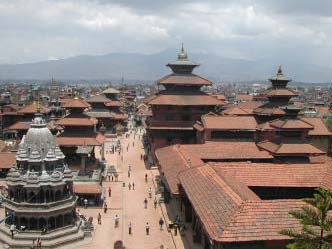
파탄 더르바르 광장

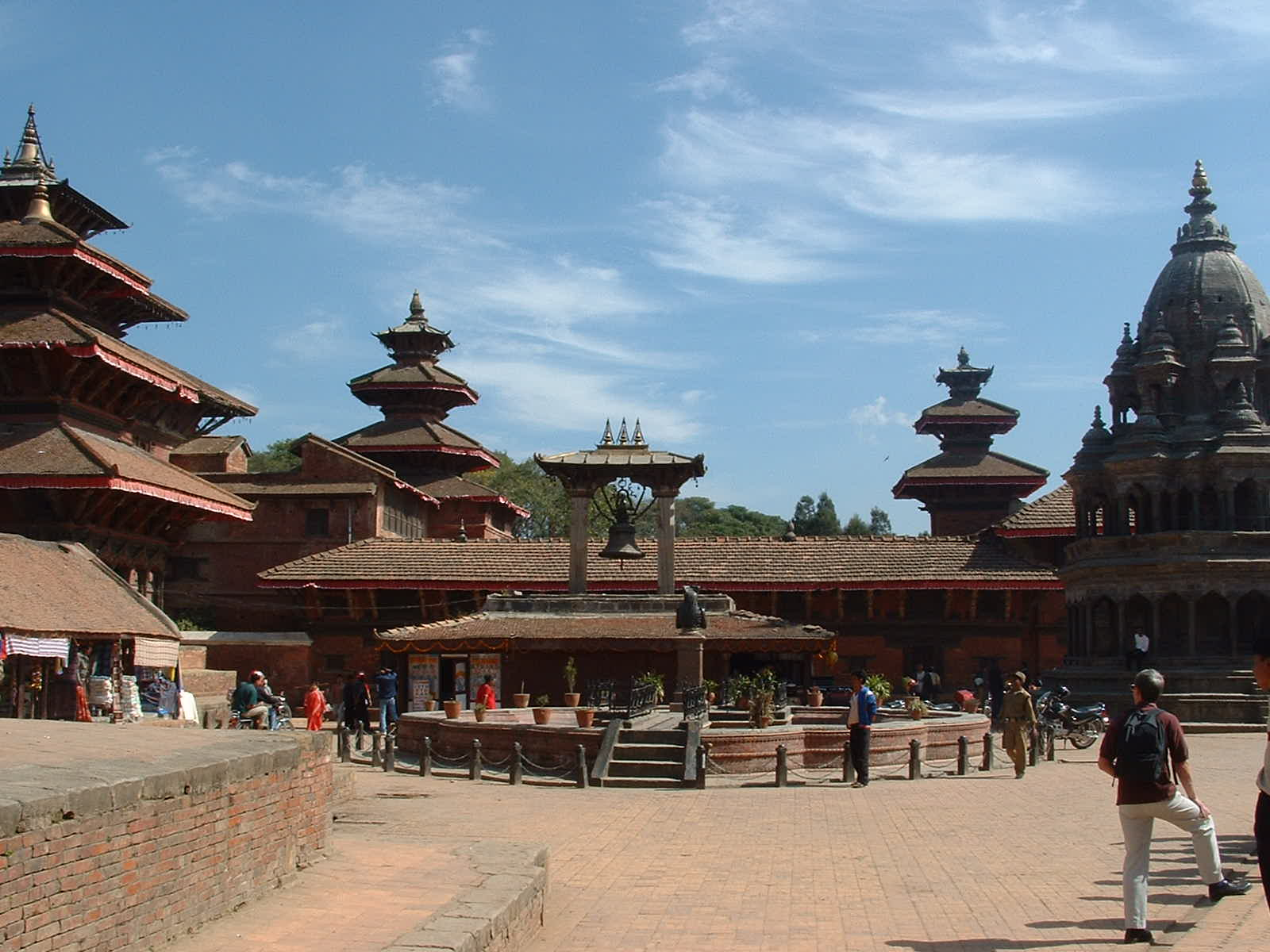
파탄 시가지

랄릿푸르(네팔어: ललितपुर)는 네팔의 도시로 과거 파탄(산스크리트어: पाटन, Patan) 또는 얄라(산스크리트어: पाटन)라는 이름으로 알려진 도시이다. 인구는 162,991명(2001년 기준)이며 카트만두 계곡 남서부에 위치한다. 수많은 불교 사원과 왕궁 등 많은 문화유산이 남아 있으며 전통 수공예가 발달한 도시이다. 이 곳에 있는 파탄 더르바르 광장은 유네스코에서 선정한 세계유산으로 등재되어 있다.

## 사진

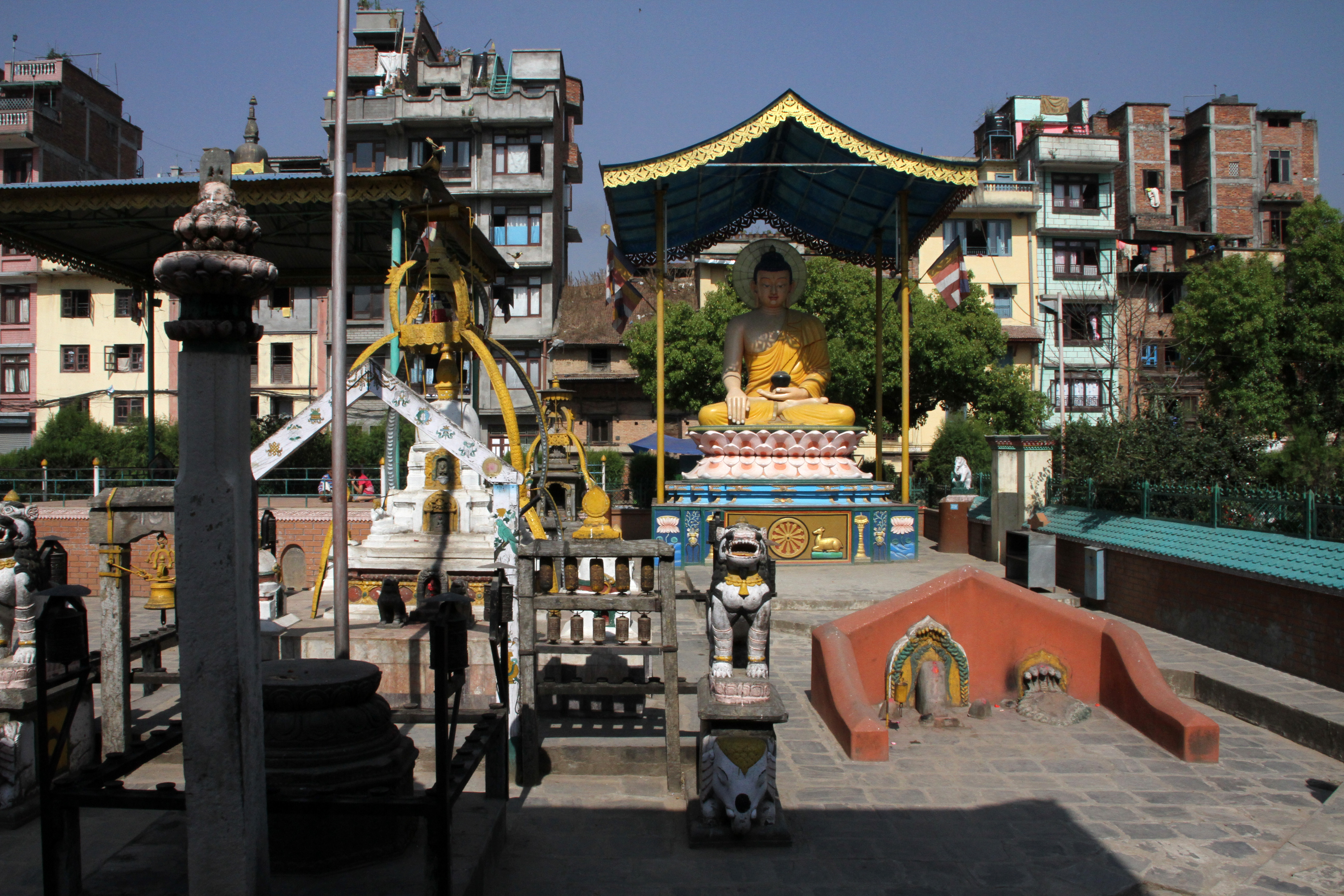
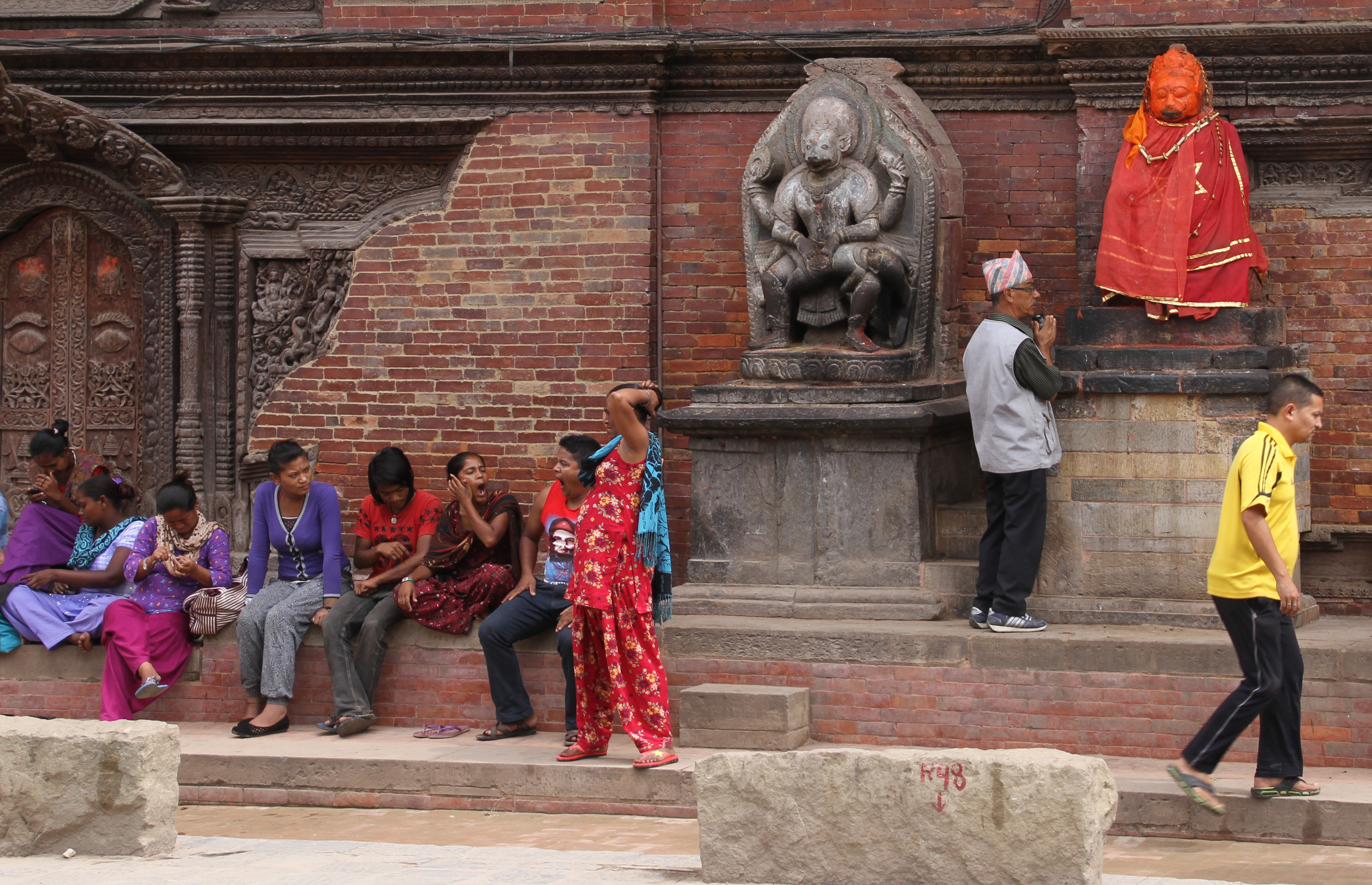
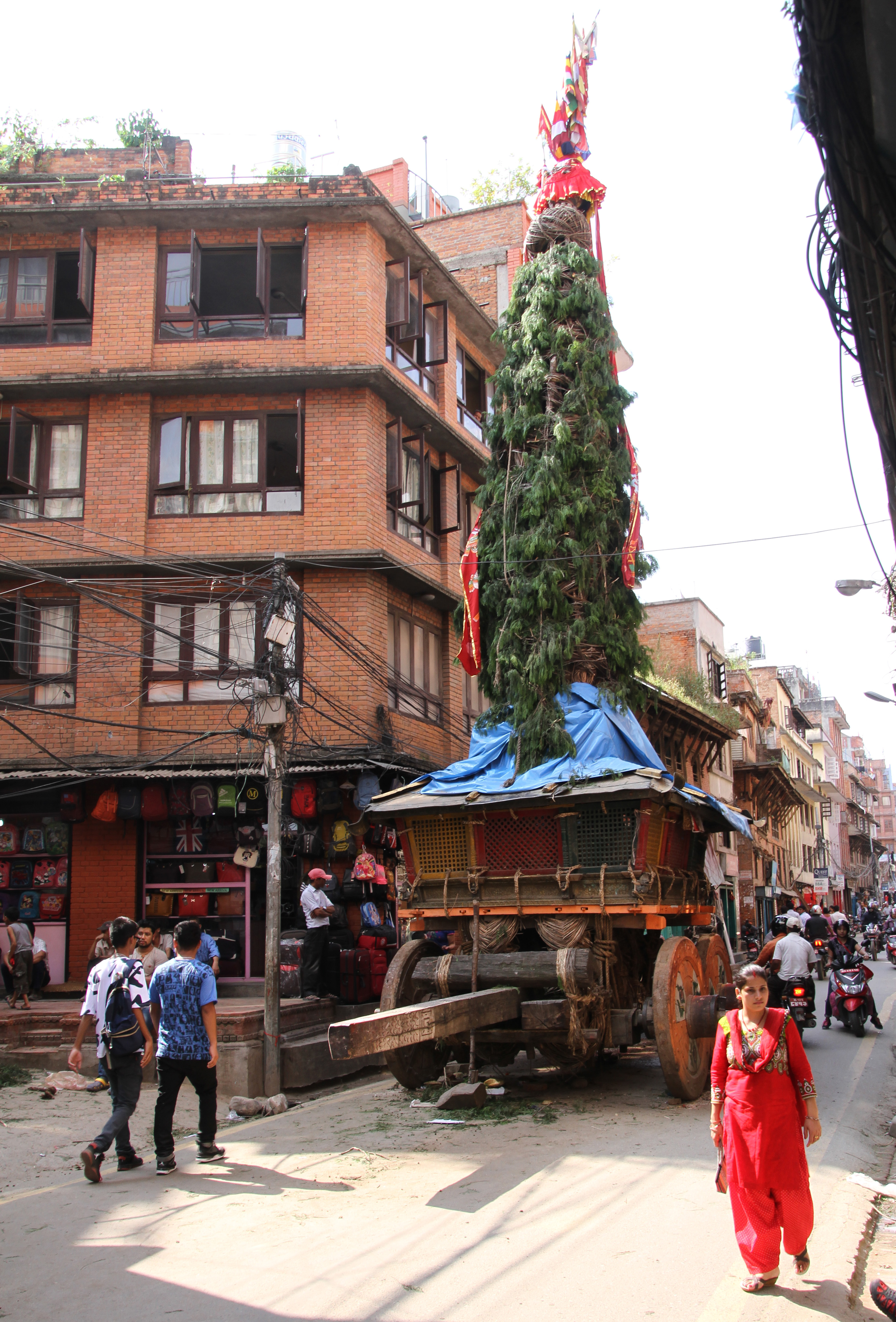
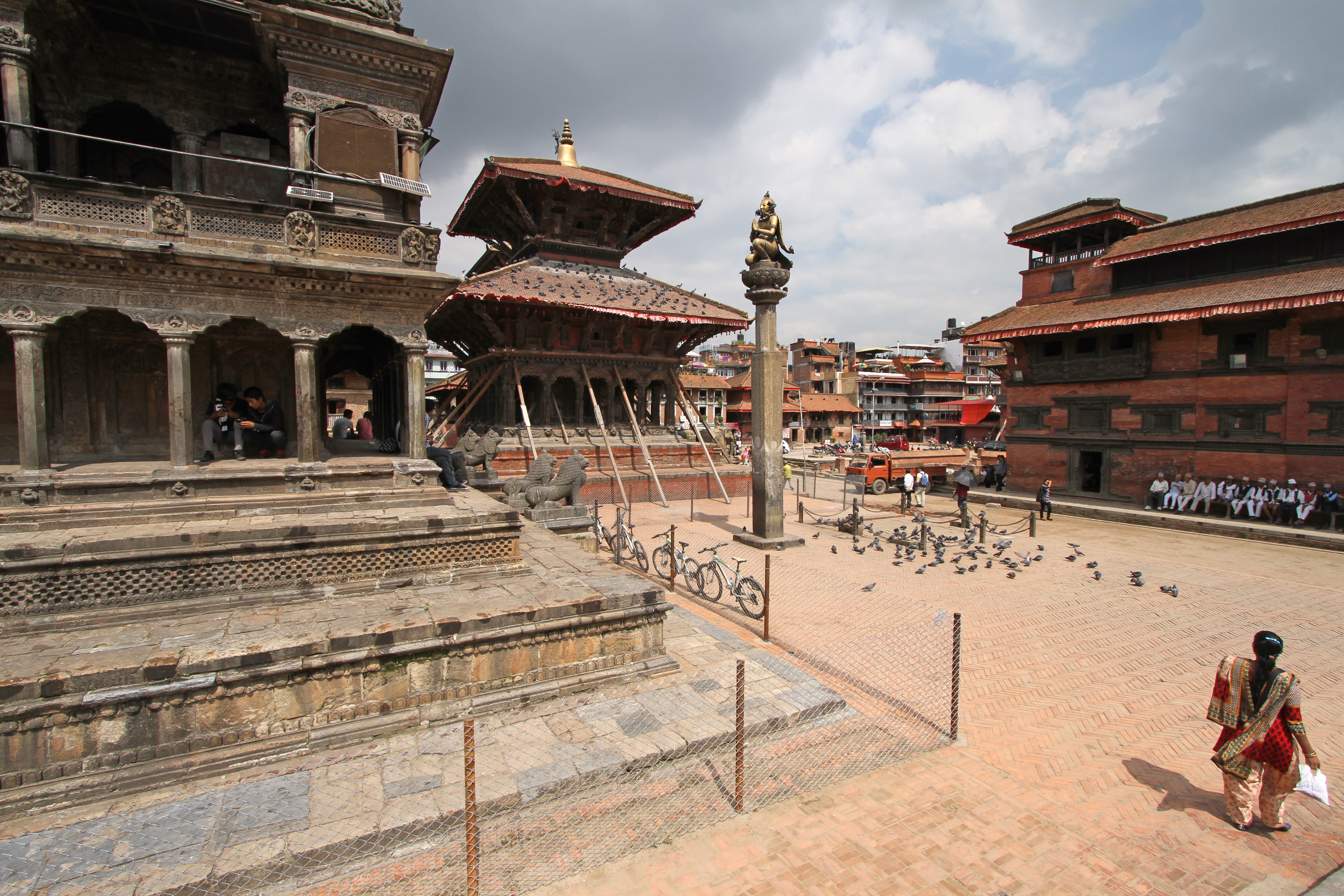
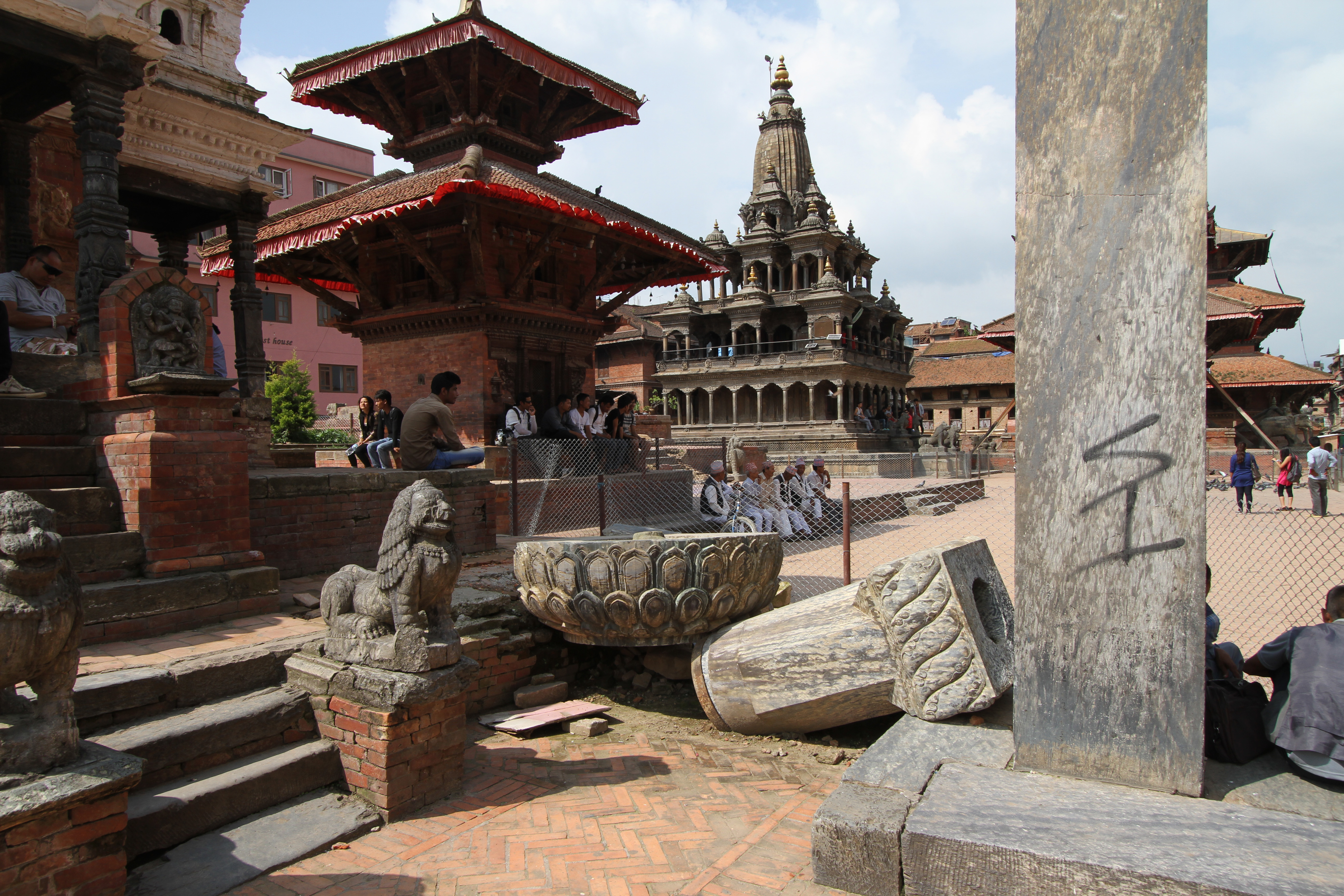
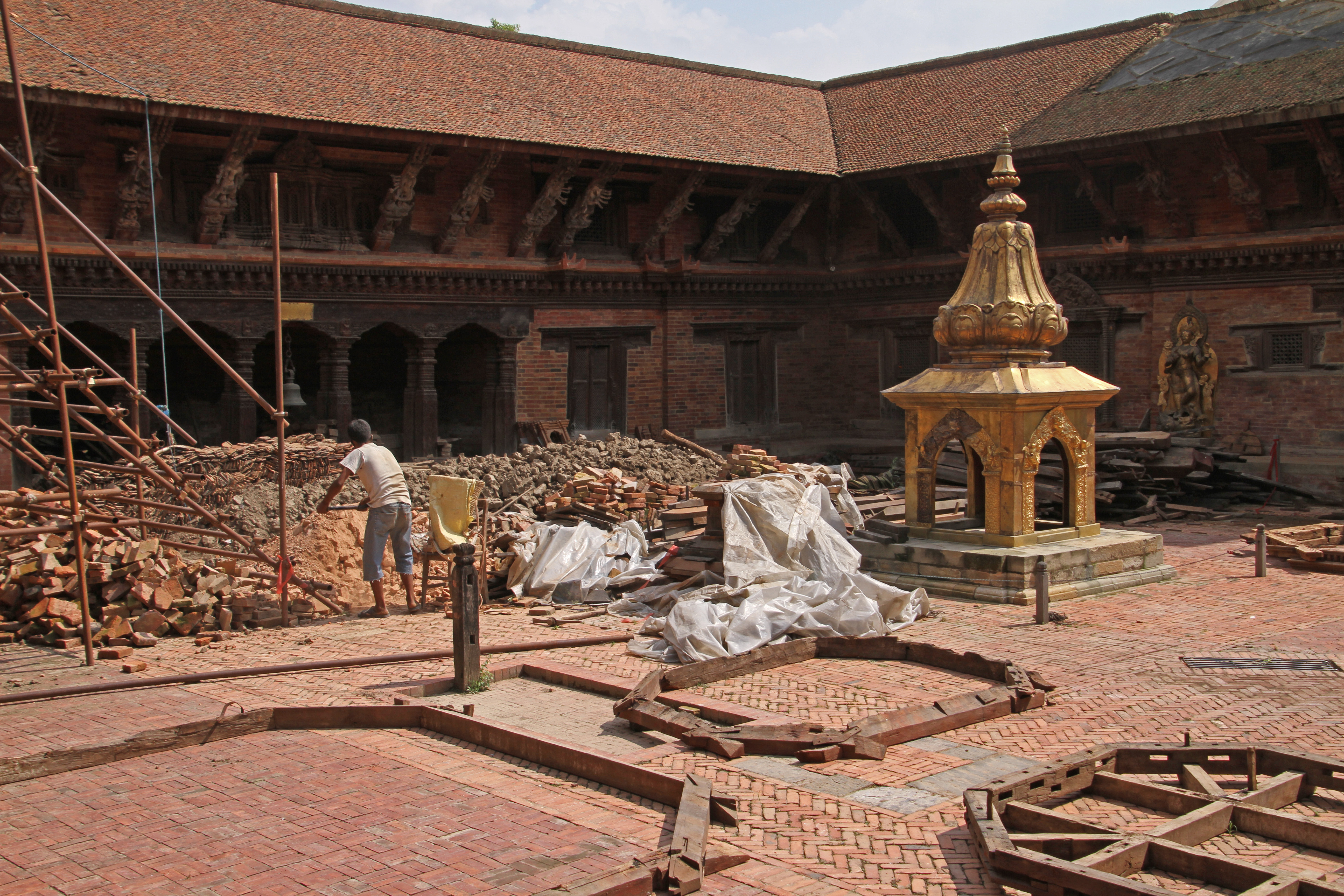
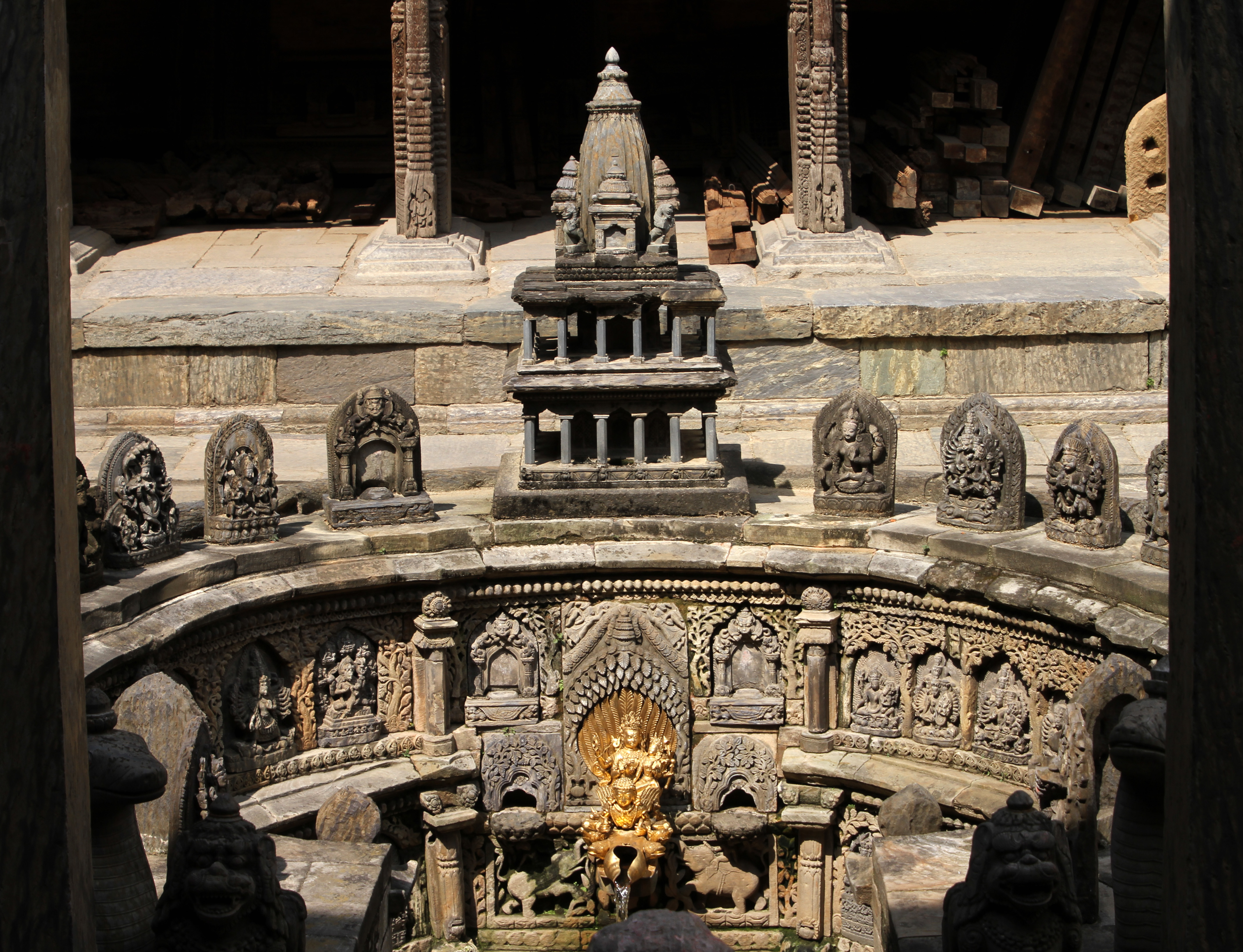
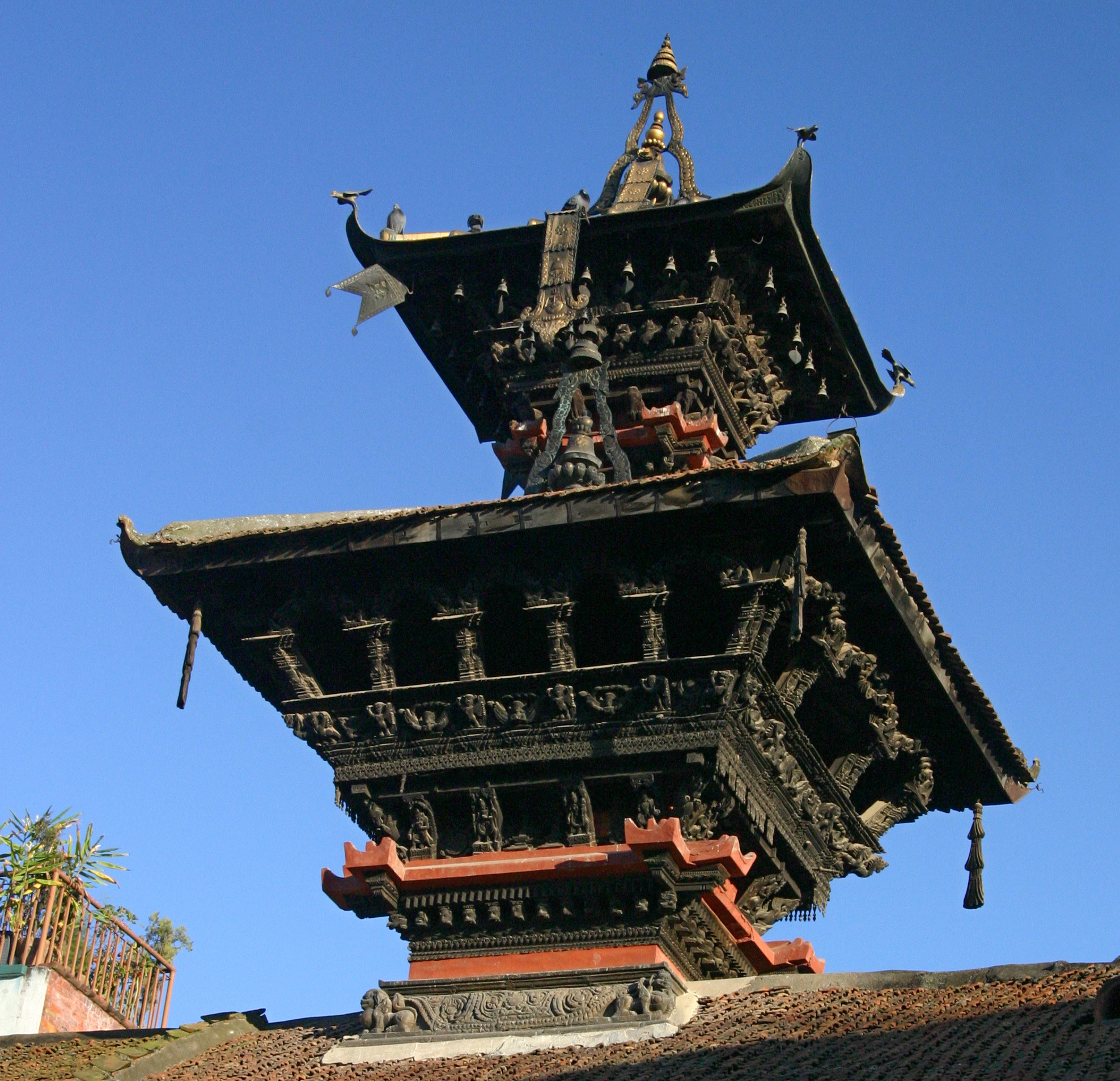